# Сат-Шугатаг
Сат-Шугатаг (рум. Sat-Șugatag) — село у повіті Марамуреш в Румунії. Входить до складу комуни Окна-Шугатаг.
Село розташоване на відстані 409 км на північний захід від Бухареста, 28 км на північний схід від Бая-Маре, 115 км на північ від Клуж-Напоки.

## Населення
За даними перепису населення 2002 року у селі проживали 1263 особи.
Національний склад населення села:
| Національність | Кількість осіб | Відсоток |
| -------------- | -------------- | -------- |
| румуни         | 1181           | 93,5%    |
| цигани         | 76             | 6,0%     |
| українці       | 6              | 0,5%     |

Рідною мовою назвали:
| Мова      | Кількість осіб | Відсоток |
| --------- | -------------- | -------- |
| румунська | 1224           | 96,9%    |
| циганська | 38             | 3,0%     |